# Пезаро
Пе́заро (итал. Pesaro) — город в итальянском регионе Марке, административный центр провинции Пезаро-э-Урбино.
Покровителем города почитается святой Теренций из Пезаро. День города отмечается 24 сентября.
Пезаро избирался Культурной столицей Италии (ит.) на 2024 год.

## История
В древности город назывался Пизавр (лат. Pisaurum). Был основан римлянами в 184 до н. э. в качестве колонии в Пицене (лат. Picenum), на территории пиценов — народа, жившего на северо-восточном побережье со времён железного века. Стоянка последнего племени была найдена в Новилара (ит.). Северные пицены были захвачены в 4 веке до н. э. галльским племенем сенонов. Когда римляне достигли данной территории, население представляло этническую смесь. Но галлы все равно были различимы, и римляне, отделив их, выслали из страны.

## Известные уроженцы
- Марк Ливий Друз Клавдиан (ок. 93-42 до н. э.) — высший магистрат Римской республики в 50 до н. э. Отец первой императрицы Ливии Друзиллы[1][2];
- Ваккай, Джузеппе (1836—1912) — художник-пейзажист, политик.
- Занки, Джованни Баттиста (1515–1586) — военный инженер и писатель.
- Людовико Цаккони (1555—1627) — музыкант, музыкальный теоретик;
- Джоаккино Россини (1792—1868) — знаменитый композитор, автор опер «Севильский цирюльник», «Золушка», «Итальянка в Алжире», «Вильгельм Телль» и многих других;
- Тебальди, Рената (1922—2004) — оперная певица (лирическое сопрано);
- Чеккони, Андреа (род. 1984) — политик, депутат Палаты депутатов Италии, в 2014—2015 годах председатель фракции «Движение пяти звёзд» в Палате депутатов.